# Bert Bos

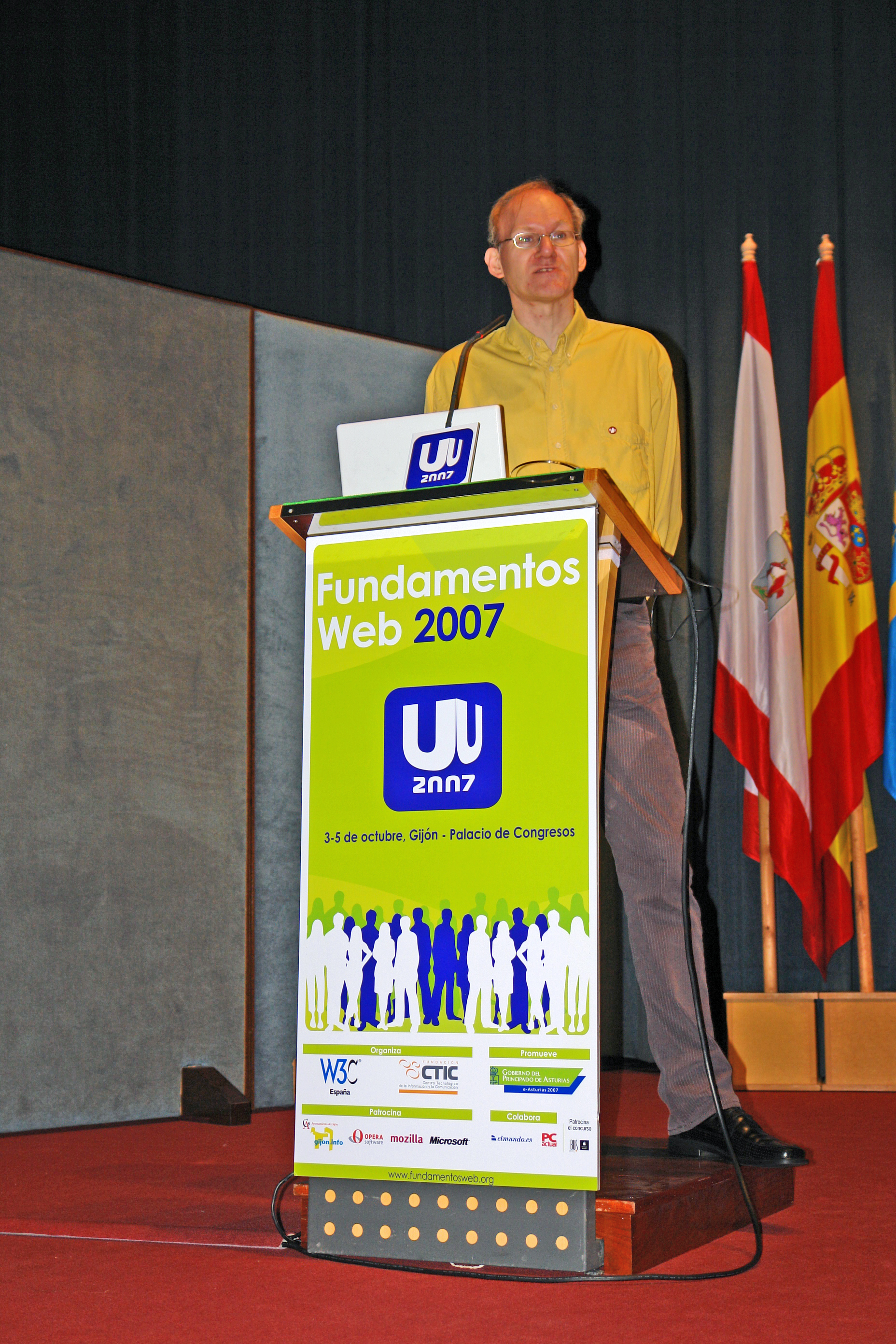
Bert Bos.

Bert Bos (Den Haag, 10 november 1963) is een Nederlandse informaticus.
Hij studeerde af op wiskunde aan de Rijksuniversiteit Groningen. Hij werkte een tijd aan de Faculteit der Letteren aan deze zelfde universiteit. Hij bouwde onder andere een webbrowser genaamd Argo. Zijn promotieonderzoek was getiteld Rapid user interface development with the script language Gist.
Sinds oktober 1995 werkt Bert Bos bij het World Wide Web Consortium (W3C) aan CSS.